# Conselhos operários
Os Conselhos Operários ou Sovietes (do russo: сове́ты) são colegiados, ou corpos deliberativos, constituídos de operários ou membros da classe trabalhadora que regulam e organizam a produção material de um determinado território ou mesmo indústria. Este termo é comumente usado para descrever trabalhadores governando a si mesmos, sem patrões, em regime de autogestão.

## História
Os Sovietes surgiram pela primeira vez na Revolução Russa de 1905, embora tenham surgido esboços desta forma de organização durante a Comuna de Paris. A partir de sua emergência na Revolução Russa de 1905, os conselhos passam a ser teorizados por Rosa Luxemburgo e principalmente pelos chamados comunistas de conselhos. O reaparecimento dos conselhos na Revolução Russa de 1917, na Revolução Húngara de 1919, na Revolução Italiana de 1919-1920 e na Revolução Espartaquista, ocorrida na Alemanha entre 1918 e 1919, forneceu a base para a teoria dos conselhos de Anton Pannekoek - o principal teórico dos conselhos operários - e demais comunistas conselhistas. Os conselhos voltariam a reaparecer na história contemporânea durante a Revolução Espanhola (1936 - 1939), a Revolução dos Cravos (Portugal, 1974), a Revolução Polonesa de 1980, no Curdistão em 1994,[carece de fontes?] e em várias outras oportunidades.
Em Portugal, a 18 de janeiro de 1934, uma revolta de operários, sobretudo da industria vidreira, estabeleceu o Soviete da Marinha Grande, mas de breve duração sendo rapidamente esmagado pelas forças leais ao Estado Novo.[carece de fontes?]

## Funcionamento
Anton Pannekoek descreveu os conselhos operários da Revolução Russa de 1905:
Os sovietes, essencialmente, eram simples comitês de greve, tais quais aqueles que aparecem em greves selvagens. Nas oficinas, os trabalhadores se juntavam e discutiam regularmente no final da jornada de trabalho, ou continuamente, o dia inteiro, em momentos de tensão. Eles enviavam seus delegados a outras fábricas e aos comitês centrais, onde a informação era trocada, dificuldades discutidas, decisões tomadas, e novas tarefas consideradas.[carece de fontes?]
Mas aqui as tarefas se mostraram mais abrangentes do que em greves comuns. Os trabalhadores precisavam se livrar da pesada opressão Czarista; eles sentiram que, por sua ação, a sociedade russa estava transformando suas bases. Eles tiveram que discutir não só salários e condições de trabalho, mas todas as questões relativas à sociedade em geral. Eles tiveram que achar seu próprio rumo nesse campo e tomar decisões sobre questões políticas. Quando a greve se alastrou, se estendeu por todo o país, parou toda a indústria e tráfego e paralisou as funções do governo, os sovietes foram confrontados com novos problemas. Eles tiveram que regular a vida pública, tiveram que cuidar da ordem e da segurança públicas, eles tiveram que providenciar os serviços públicos essenciais. Eles tiveram que desempenhar funções de governo; o que eles decidiram era executado pelos trabalhadores, enquanto o governo e a polícia ficavam de lado, conscientes de sua impotência contra as massas rebeldes. Então os delegados de outros grupos, de intelectuais, camponeses, soldados, que vieram para se juntar aos sovietes centrais, tomaram parte nas discussões e decisões. Mas todo esse poder foi semelhante a um clarão de raio, como um meteoro passando. Quando finalmente o governo Czarista reuniu sua força militar e golpeou o movimento, os sovietes desapareceram.[carece de fontes?]

## A estrutura dossoviets
A estrutura dos soviets consistia num sistema piramidal de conselhos. A base era formada pelos soviets de fábricas, nas cidades, ou de aldeias, no campo. Níveis sucessivos estabeleciam-se a partir de então. Nas cidades soviets de distrito e de província. O conjunto era coroado pelo Congresso de soviets de operários, soldados e camponeses, órgão supremo e soberano, que elegia um Comitê Executivo que, por sua vez, designava um Conselho dos Comissários do Povo (CCP), o governo efetivo do País.[carece de fontes?]

## Fonte
- Reis Filho, Daniel Aarão. Rússia (1917 - 1921) Anos Vermelhos. 3º Edição. Editora Brasiliense, 1987
- Rühle Otto. DA REVOLUÇÃO BURGUESA À REVOLUÇÃO PROLETÁRIA. [Introdução: Socialist Reproduction - Revolutionary Perspectives (1974)] - (em português) Vosstanie Editions 2019. 131 páginas.